# Kim Kardashian
Kim Kardashian, właśc. Kimberly Noel Kardashian (ur. 21 października 1980 w Los Angeles) – amerykańska celebrytka, modelka, aktorka i bizneswoman.
Sławę zyskała przede wszystkim za sprawą występów w reality show Z kamerą u Kardashianów, w którym występowała ze swoją rodziną, a także jego spin-offów, w postaci m.in. Kourtney i Kim jadą do Nowego Jorku. Sygnowała swoim nazwiskiem kilka zapachów, wystąpiła gościnnie w szeregu programów telewizyjnych, ponadto uczestniczyła w programie Dancing with the Stars, wystąpiła w filmach Totalny kataklizm oraz Deep in the Valley, a także, wraz ze swoimi siostrami Kourtney i Khloé, opublikowała autobiografię Kardashian Konfidential.
W okresie od stycznia do grudnia 2010 zarobki Kardashian oszacowano na kwotę około 6 mln dolarów – najwięcej spośród wszystkich gwiazd reality show z Hollywood. W 2021 dwutygodnik „Forbes” umieścił ją na 2674. miejscu najbogatszych ludzi świata z majątkiem 1 miliarda dolarów.

## Dzieciństwo
Urodziła się w Los Angeles jako córka prawnika Roberta Kardashiana i Kris Houghton Kardashian. Jej ojciec miał przodków wśród Amerykanów o ormiańskim pochodzeniu, zaś jej matka ma korzenie holenderskie i szkockie. Rodzice Kim rozwiedli się w 1991 roku. Robert Kardashian zmarł 30 września 2003 na raka przełyku. Matka Kim, Kris, do grudnia 2014 była żoną dawnego olimpijczyka, Bruce’a Jennera.
Ma dwie siostry: Kourtney i Khloé, a także jednego brata, Roberta. Kim ma również przybranych braci : Burtona Jennera, Brandona Jennera i Brody'ego Jennera oraz przybraną siostrę Casey Jenner (wszyscy są dziećmi drugiego męża Kris, Caitlyn Jenner), a także dwie przyrodnie siostry: Kendall Jenner i Kylie Jenner (które są dziećmi Kris i Caitlyn). Kardashian uczęszczała do Marymount High School.

## Kariera

### 2007: początki i udział w reality show

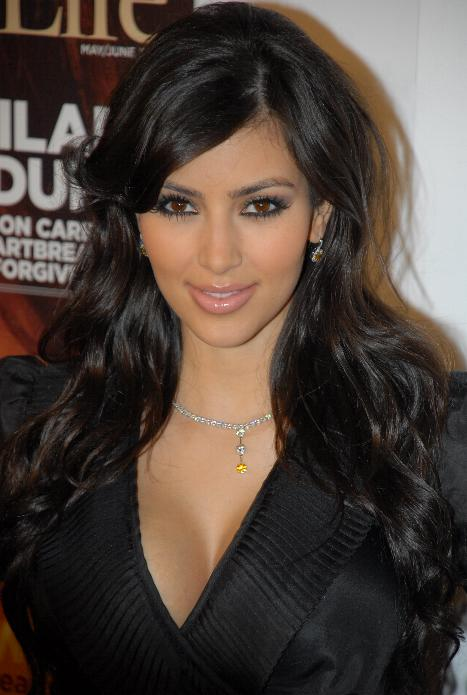
Kardashian podczas gali rozdania nagród Life Magazine Awards w 2007 roku

Była długoletnią przyjaciółką Paris Hilton, dzięki której zyskała umiarkowaną uwagę mediów. Kim zasłynęła jednak dopiero w lutym 2007, kiedy to światło dzienne ujrzało seks wideo z udziałem Kardashian i wokalisty R&B, Raya J. W październiku tego samego roku Kim, wraz z dwiema siostrami, bratem, dwiema przyrodnimi siostrami, matką i swoim ojczymem zaczęła występować w reality show Z kamerą u Kardashianów, nadawanym na antenie stacji E!.
W grudniu 2007 zapozowała dla magazynu Playboy.
Jest współwłaścicielką butiku D-A-S-H, który prowadzi z siostrami: Kourtney i Khloé. W lutym 2008 stała się twarzą marki Bongo Jeans; ponadto, reklamowała również między innymi Carl's Jr., a także lizaki Sugar Factory. Również w 2008 uczestniczyła w siódmej serii programu Dancing with the Stars. Kim odpadła w trzecim odcinku, zajmując ostatecznie 11. miejsce.

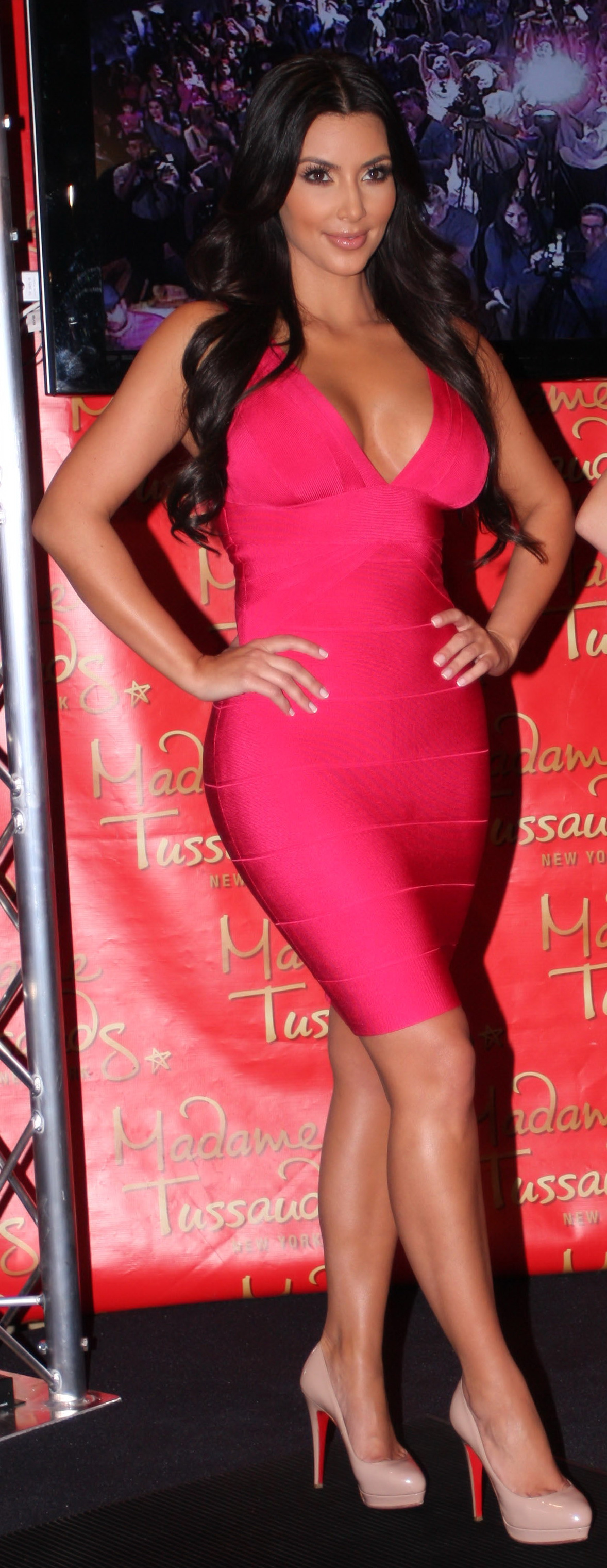
Kardashian podczas odsłonięcia swojej figury woskowej w londyńskim muzeum Madame Tussauds, 1 lipca 2010 roku

W marcu 2009 rozpoczęła kampanię promującą ShoeDazzle – markę, której jest współzałożycielką i główną stylistką. 9 kwietnia w sklepach ukazała się seria DVD z ćwiczeniami, Fit in Your Jeans By Friday, stworzona przez Kim i profesjonalnych trenerów: Jennifer Galardi i Patricka Goudeau. We wrześniu 2009 roku firma kosmetyczna Fusion Beauty i Seven Bar Foundation rozpoczęła akcję charytatywną „Kiss Away Poverty”, której twarzą była Kardashian. 1 dolar ze sprzedaży każdego błyszczyka LipFusion trafiał do fundacji, która przeznaczała te środki na pomoc kobietom stawiającym pierwsze kroki w biznesie.
W 2010 premierę miały pierwsze perfumy sygnowane przez Kim. Działająca w Los Angeles cukiernia Famous Cupcakes stworzyła specjalne, waniliowe babeczki dla Kardashian, znane jako Va-Va-Va-Nilla. Kim, Khloé i Kourtney projektują biżuterię; w 2010 ukazała się ich autorska kolekcja „Virgins, Saints, and Angels”. Kardashian, wraz z Khloé i Kourtney, jest autorką kilku kolekcji odzieżowych; należy do nich między innymi „K-Dash” dostępna w QVC od 2010, a także linia zaprojektowana dla marki Bebe. W 2010 premierę miał samoopalacz Kardashian Glamour Tan stworzony przez Kim, Khloé i Kourtney.
1 kwietnia 2010 wsparła Cyndi Lauper podczas rozpoczęcia kampanii Give a Damn, naświetlającej kwestię dyskryminacji społeczności LGBT. 1 lipca 2010 nowojorskie muzeum Madame Tussauds zaprezentowało woskową figurę Kim Kardashian.
Jest producentką reality show The Spin Crowd, opowiadającym o pracy nowojorskiej agencji Command PR, prowadzonej przez Jonathana Chebana i Simona Hucka; Kardashian jest prywatnie przyjaciółką tej dwójki, a zwłaszcza Chebana, który wcześniej często pojawiał się w Z kamerą u Kardashianów. Wystąpiła gościnnie w 10. serii programu The Apprentice, wcielając się w rolę jednego z jurorów, a zarazem inspiracji do zadania dla uczestników – dwie drużyny miały bowiem stworzyć wewnątrz sklepu wystawę promującą nową linię perfum Kardashian. Kim, Kourtney i Khloé napisały autobiografię, Kardashian Konfidential, która miała premierę 23 listopada 2010 roku.
W grudniu 2010 nagrała wideoklip do piosenki „Jam (Turn It Up)”; za jego reżyserię odpowiadał Hype Williams, a w teledysku pojawił się między innymi Kanye West. Premiera wideoklipu miała miejsce podczas nocy sylwestrowej, 31 grudnia 2010 roku, w klubie TAO w Las Vegas. Za produkcję piosenki odpowiadali The-Dream i Tricky Stewart. Zapytana o ewentualne plany wydania swojego albumu w przyszłości, Kim odpowiedziała: „Nie pracuję nad żadną płytą, nic z tych rzeczy – to tylko jedna ścieżka, którą nagraliśmy na potrzeby Kourtney i Kim jadą do Nowego Jorku, i klip wyreżyserowany przez Hype'a Williamsa. Połowę środków ze sprzedaży utworu przekażemy na fundacje walczące z rakiem, ponieważ zarówno jedno z rodziców The-Dreama, jak i mój tata, zmarli na raka.”
21 czerwca 2017 odbyła się premiera jej marki kosmetycznej KKW BEAUTY.

## Kariera aktorska
Pierwszym angażem aktorskim Kim była rola w serialu telewizyjnym Ponad falą. W 2008 zagrała w filmie pełnometrażowym Totalny kataklizm, wcielając się w postać Lisy. Kim pojawiła się ponadto gościnnie w serialach Jak poznałem waszą matkę, 90210 i CSI: Kryminalne zagadki Nowego Jorku oraz „Dwie Spłukane dziewczyny”. Kardashian dwukrotnie pełniła rolę gościnnej jurorki w programie America’s Next Top Model. W kwietniu 2023 Kim dołączyła do obsady dwunastego sezonu serialu American Horror Story.

## Życie osobiste

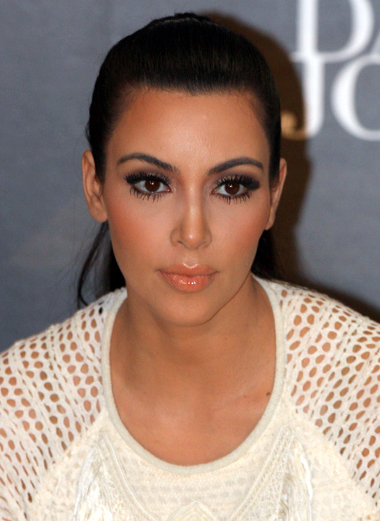
Kim podczas promocji własnej linii torebek w Sydney w 2011

W 2008 wzięła udział w kampanii społecznej sprzeciwiającej się wprowadzeniu w amerykańskim stanie Kalifornia poprawki legislacyjnej zamykającej drogę parom jednopłciowym do zawierania małżeństw (tzw. Propozycja 8).

### Związki
W 2000 wyszła za producenta muzycznego Damona Thomasa; ich małżeństwo zakończyło się rozwodem w 2004. W kolejnych latach Kim spotykała się z wokalistą R&B Rayem J, gwiazdą NFL Reggiem Bushem, graczem Dallas Cowboys Milesem Austinem, a także modelem Gabrielem Aubrym.
W październiku 2010 związała się z Krisem Humphriesem, graczem drużyny NBA New Jersey Nets. W maju 2011 zaręczyli się, a 20 sierpnia 2011 wzięli ślub w Montecito w Kalifornii. Na początku października 2011 telewizja E! wyemitowała dwuodcinkowy program specjalny, ukazujący zarówno przygotowania do ceremonii, jak i samą uroczystość ślubną Kim i Krisa. 31 października 2011, po 72 dniach małżeństwa Kardashian wniosła pozew o rozwód, za przyczynę podając „różnice nie do pogodzenia”. 1 grudnia 2011 Humphries złożył dokumenty wnoszące o unieważnienie małżeństwa, twierdząc, że padł ofiarą oszustwa; kalifornijskie prawo dopuszcza możliwość anulowania małżeństwa z tegoż powodu.
24 maja 2014 poślubiła rapera, wokalistę i producenta muzycznego Kanye Westa. Mają córkę North (ur. 2013) i syna Sainta (ur. 2015). Wynajęte surogatki urodziły kolejne dzieci pary: córkę Chicago (ur. 2018) i syna Psalma (ur. 2019). W styczniu 2021 roku Kim Kardashian złożyła pozew o rozwód z Kanye Westem, powołując się na „różnice nie do pogodzenia” jako główną przyczynę rozpadu małżeństwa.
Niedługo później, w listopadzie 2021 roku, Kim zaczęła spotykać się z aktorem i komikiem Pete’em Davidsonem.. Ich relacja trwała dziewięć miesięcy i zakończyła się w sierpniu 2022 roku..

## Kontrowersje
W 2010 organizacja broniąca praw zwierząt PETA skrytykowała Kim za noszenie zwierzęcych futer, wyróżniając ją ponadto w gronie pięciu najgorszych postaci/organizacji 2010 roku w aspekcie traktowania zwierząt. W kwietniu 2010 roku The Guardian poinformował, że Kardashian otrzymuje od swoich sponsorów za każdego tweeta kwoty opiewające wokół 10 tysięcy dolarów.

### Małżeństwo z Krisem Humphriesem
Część mediów wysnuła przypuszczenia, że małżeństwo Kim z Humphriesem było zabiegiem reklamowym mającym wypromować rodzinę Kardashianów – ich markę oraz projekty telewizyjne.  Były współpracownik Kim Kardashian, Jonathan Jaxson, publicznie zasugerował, że jej ślub był jedynie chwytem marketingowym oraz próbą osiągnięcia zysku finansowego. W odpowiedzi na te zarzuty Kardashian zdecydowała się na podjęcie kroków prawnych, pozywając Jaxsona do sądu i stanowczo zaprzeczając jego twierdzeniom, określając je jako nieprawdziwe i zniesławiające..

### Seks wideo
W lutym 2007 roku domowe seks wideo, które Kardashian nagrała ze swoim ówczesnym partnerem, wokalistą Rayem J, wyciekło do Internetu. Vivid Entertainment wykupiła za milion dolarów prawa do filmu, a następnie, 21 lutego 2007 roku, wydała go pod tytułem Kim Kardashian: Superstar. Kardashian wniosła pozew przeciwko firmie Vivid Entertainment, która odpowiadała za dystrybucję nagrania wideo. Jednak pod koniec kwietnia 2007 roku zdecydowała się wycofać sprawę z sądu. Zgodnie z warunkami zawartego porozumienia, Kardashian otrzymała od wytwórni odszkodowanie w wysokości 5 milionów dolarów.

## Filmografia
- 2007–2021: Z kamerą u Kardashianów jako ona sama
- 2007: Kim Kardashian: Superstar jako ona sama
- 2008: Dancing with the Stars jako ona sama
- 2008: Totalny kataklizm jako Lisa Taylor[60]
- 2009: CSI: Kryminalne zagadki Nowego Jorku jako Debbie Fallon (1 odcinek)
- 2009: America’s Next Top Model jako ona sama (seria 13., 1 odcinek)
- 2009: Deep in the Valley jako Summa Eve
- 2009: Jak poznałem waszą matkę jako ona sama (1 odcinek)
- 2009: Ponad falą jako Elle (4 odcinki)
- 2010: 90210 jako ona sama (3. seria, odcinek 1.)
- 2011–2012: Kourtney i Kim jadą do Nowego Jorku jako ona sama
- 2011: America’s Next Top Model jako ona sama (seria 17., 1 odcinek)
- 2012: Jej Szerokość Afrodyta jako Nikki Lepree (sezon 4, 3 odcinki)
- 2012: Ostatni prawdziwy mężczyzna jako ona sama (1 odcinek)
- 2012: Rockefeller Plaza 30 jako ona sama (1 odcinek)
- 2013: The Marriage Counselor jako Ava[61]
- 2018: Ocean's 8 jako ona sama
- 2021: Psi Patrol: Film jako Delores
- 2023: American Horror Story: Oczekiwanie jako Siobhan Walsh[62]
- 2023: Psi Patrol: Wielki film jako Delores[63]